# 1 př. n. l.

## Události
Římská říše
- Podle juliánského kalendáře začal tento rok (753 AUC) v pátek nebo v sobotu.[pozn. 1]

## Narození
Někteří učenci uvádějí tento rok jako rok narození Ježíše Krista.

## Úmrtí
- Císař Ai Han
- Císařovna Fu
- Císař Zhao Feiyan

## Hlavy států
- Římské impérium – Augustus (27 př. n. l. – 14)
- Parthská říše – Fraatés IV. (38 – 2 př. n. l.) » Fraatés V. (2 př. n. l. – 4)
- Čína – Aj-ti, Pching-ti (Dynastie Západní Chan)